# Siemens-Halske Sh 4
Il Siemens-Halske Sh 4 era un motore aeronautico radiale a 5 cilindri raffreddato ad aria prodotto dall'azienda tedesca Siemens-Schuckertwerke negli anni venti. Come gli altri motori della gamma l'azienda, che era controllata dalla Siemens-Halske AG, utilizzava il marchio dell'azienda madre. Nella sua prima versione del 1921, veniva accreditato di 56 CV (41 kW).
Faceva parte di una famiglia di motori radiali che si differenziavano solamente nella quantità di cilindri e che avevano molte componenti comuni:
- Sh 4 - 5 cilindri
- Sh 5 - 7 cilindri
- Sh 6 - 9 cilindri

## Velivoli utilizzatori
Germania
- Albatros L 59
- Albatros L 71
- Dornier Libelle
- Junkers K 16
- Udet U 3
- Udet U 6